# Liste des médaillées olympiques féminines en gymnastique artistique
La liste complète des médaillés olympiques féminines en gymnastique de 1928 à 2016.

## Programme actuel

### Complet, individuel
| Édition | Lieu           | Or                                    | Argent                                                | Bronze                                            |
| ------- | -------------- | ------------------------------------- | ----------------------------------------------------- | ------------------------------------------------- |
| 1952    | Helsinki       | Maria Gorokhovskaya Union soviétique  | Nina Bocharova Union soviétique                       | Margit Korondi Hongrie                            |
| 1956    | Melbourne      | Larissa Latynina Union soviétique     | Ágnes Keleti Hongrie                                  | Sofia Mouratova Union soviétique                  |
| 1960    | Rome           | Larissa Latynina Union soviétique     | Sofia Mouratova Union soviétique                      | Polina Astakhova Union soviétique                 |
| 1964    | Tokyo          | Věra Čáslavská Tchécoslovaquie        | Larissa Latynina Union soviétique                     | Polina Astakhova Union soviétique                 |
| 1968    | Mexico         | Věra Čáslavská Tchécoslovaquie        | Zinaida Voronina Union soviétique                     | Natalia Kuchinskaya Union soviétique              |
| 1972    | Munich         | Lyudmila Turishcheva Union soviétique | Karin Janz Allemagne de l'Est                         | Tamara Lazakovitch Union soviétique               |
| 1976    | Montreal       | Nadia Comăneci Roumanie               | Nellie Kim Union soviétique                           | Lyudmila Turishcheva Union soviétique             |
| 1980    | Moscou         | Yelena Davydova Union soviétique      | Nadia Comăneci RoumanieMaxi Gnauck Allemagne de l'Est | Non décernée                                      |
| 1984    | Los Angeles    | Mary Lou Retton États-Unis            | Ecaterina Szabó Roumanie                              | Simona Păucă Roumanie                             |
| 1988    | Séoul          | Yelena Shushunova Union soviétique    | Daniela Silivaș Roumanie                              | Svetlana Boginskaya Union soviétique              |
| 1992    | Barcelone      | Tetyana Hutsu Équipe unifiée          | Shannon Miller États-Unis                             | Lavinia Miloșovici Roumanie                       |
| 1996    | Atlanta        | Lilia Podkopayeva Ukraine             | Gina Gogean Roumanie                                  | Simona Amânar RoumanieLavinia Miloșovici Roumanie |
| 2000    | Sydney         | Simona Amânar Roumanie                | Maria Olaru Roumanie                                  | Liu Xuan Chine                                    |
| 2004    | Athènes        | Carly Patterson États-Unis            | Svetlana Khorkina Russie                              | Zhang Nan Chine                                   |
| 2008    | Pékin          | Nastia Liukin États-Unis              | Shawn Johnson États-Unis                              | Yang Yilin Chine                                  |
| 2012    | Londres        | Gabrielle Douglas États-Unis          | Viktoria Komova Russie                                | Aliya Mustafina Russie                            |
| 2016    | Rio de Janeiro | Simone Biles États-Unis               | Aly Raisman États-Unis                                | Aliya Mustafina Russie                            |
| 2020    | Tokyo          | Sunisa Lee États-Unis                 | Rebeca Andrade Brésil                                 | Angelina Melnikova Comité olympique de Russie     |
| 2024    | Paris          | Simone Biles États-Unis               | Rebeca Andrade Brésil                                 | Manila Esposito Italie                            |

### Complet, par équipes
| Édition                  | Lieu           | Or | Argent | Bronze |
| ------------------------ | -------------- | --- | --- | --- |
| 1928                     | Amsterdam      | Pays-Bas | Italie | Grande-Bretagne |
| 1932                     | Los Angeles    | Pas au programme | Pas au programme | Pas au programme |
| 1936                     | Berlin         | Allemagne | Tchécoslovaquie | Hongrie |
| 1948                     | Londres        | Tchécoslovaquie | Hongrie | États-Unis |
| 1952                     | Helsinki       | Union soviétique | Hongrie | Tchécoslovaquie |
| 1956                     | Melbourne      | Union soviétique | Hongrie | Roumanie |
| 1960                     | Rome           | Union soviétique Polina Astakhova Lidia Ivanova Larissa Latynina Tamara Lyukhina Sofia Muratova Margarita Nikolaeva       | Tchécoslovaquie Eva Bosáková Věra Čáslavská Matylda Matoušková Hana Růžičková Ludmila Švédová Adolfina Tačová                 | Roumanie Atanasia Ionescu Sonia Iovan Elena Leuşteanu Emilia Lita Elena Niculescu Uta Poreceanu                      |
| 1964                     | Tokyo          | Union soviétique Larissa Latynina Polina Astakhova Tamara Manina Elena Volchetskaya Tamara Zamotailova Lyudmila Gromova   | Tchécoslovaquie Věra Čáslavská Jaroslava Sedlackova Adolfina Tkacikova Mária Krajčírová Hana Liskova Jana Kubickova           | Japon Keiko Ikeda Toshiko Aihara Kiyoko Ono Taniko Nakamura Hiroko Tsuji Ginko Chiba                                 |
| 1968                     | Mexico         | Union soviétique Ludmilla Tourischeva Zinaida Voronina Larissa Petrik Lyubov Burda Olga Karaseva Natalia Kuchinskaya      | Tchécoslovaquie Věra Čáslavská Bohumila Rimnacova Miroslava Sklenickova Mária Krajčírová Hana Liskova Jana Kubickova          | Allemagne de l'Est Karin Janz Erika Zuchold Maritta Bauerschmidt Ute Starke Marianne Noack Magdalena Schmidt         |
| 1972                     | Munich         | Union soviétique Ludmilla Tourischeva Olga Korbut Tamara Lazakovich Lyubov Burda Elvira Saadi Antonina Koshel             | Allemagne de l'Est Karin Janz Erika Zuchold Angelika Hellmann Irene Abel Christine Schmitt Richarda Schmeisser                | Hongrie Ilona Bekesi Monika Csaszar Krisztina Medveczky Aniko Kery Marta Kelemen Zsuzsa Nagy                         |
| 1976                     | Montreal       | Union soviétique Maria Filatova Svetlana Grozdova Nellie Kim Olga Korbut Elvira Saadi Ludmilla Tourischeva                | Roumanie Nadia Comăneci Mariana Constantin Georgeta Gabor Anca Grigoras Gabriela Trusca Teodora Ungureanu                     | Allemagne de l'Est Carola Dombeck Gitta Escher Kerstin Gerschau Angelika Hellmann Marion Kische Steffi Kraker        |
| 1980                     | Moscou         | Union soviétique Yelena Davydova Maria Filatova Nellie Kim Yelena Naimushina Natalia Chapochnikova Stella Zakharova       | Roumanie Nadia Comăneci Rodica Dunca Emilia Eberle Melita Ruhn Dumitrita Turner Cristina Elena Grigoraş                       | Allemagne de l'Est Maxi Gnauck Silvia Hindorff Steffi Kraker Katharina Rensch Karola Sube Birgit Suss                |
| 1984                     | Los Angeles    | Roumanie Ecaterina Szabo Laura Cutina Simona Pauca Cristina Grigoraș Mihaela Stanulet Lavinia Agache                      | États-Unis Mary Lou Retton Julianne McNamara Kathy Johnson Michelle Dusserre Tracee Talavera Pamela Bileck                    | Chine Ma Yanhong Wu Jiani Chen Yongyan Zhou Ping Zhou Qiurui Huang Qun                                               |
| 1988                     | Séoul          | Union soviétique Svetlana Baitova Elena Shevchenko Olga Strazheva Natalia Laschenova Svetlana Boginskaya Elena Shushunova | Roumanie Camelia Voinea Celestina Popa Eugenia Golea Gabriela Potorac Aurelia Dobre Daniela Silivaş                           | Allemagne de l'Est Martina Jentsch Gabriele Fahnrich Ulrike Klotz Betti Schieferdecker Dorte Thummler Dagmar Kersten |
| 1992                     | Barcelone      | Équipe unifiée Svetlana Boginskaya Tatiana Gutsu Oksana Chusovitina Tatiana Lyssenko Elena Grudneva Rozalia Galiyeva      | Roumanie Lavinia Milosovici Gina Gogean Cristina Bontas Mirela Pasca Maria Neculita Vanda Hadarean                            | États-Unis Shannon Miller Kim Zmeskal Dominique Dawes Wendy Bruce Betty Okino Kerri Strug                            |
| 1996                     | Atlanta        | États-Unis Amanda Borden Amy Chow Dominique Dawes Shannon Miller Dominique Moceanu Jaycie Phelps Kerri Strug              | Russie Elena Dolgopolova Rozalia Galiyeva Elena Grosheva Svetlana Khorkina Dina Kotchetkova Evgenia Kuznetsova Oksana Liapina | Roumanie Simona Amanar Gina Gogean Ionela Loaies Alexandra Marinescu Lavinia Milosovici Mirela Tugurlan              |
| 2000                     | Sydney         | Roumanie Andreea Raducan Maria Olaru Simona Amanar Loredana Boboc Andreea Isarescu Claudia Presăcan                       | Russie Elena Produnova Svetlana Khorkina Ekaterina Lobazniouk Elena Zamolodchikova Anastasia Kolesnikova Anna Chepeleva       | États-Unis Amy Chow Jamie Dantzscher Dominique Dawes Kristen Maloney Elise Ray Tasha Schwikert                       |
| 2004                     | Athènes        | Roumanie Oana Ban Alexandra Eremia Cătălina Ponor Monica Roşu Nicoleta Daniela Șofronie Silvia Stroescu                   | États-Unis Mohini Bhardwaj Annia Hatch Terin Humphrey Courtney Kupets Courtney McCool Carly Patterson                         | Russie Liudmila Ezhova Svetlana Khorkina Maria Krioutchkova Anna Pavlova Elena Zamolodchikova Natalia Ziganchina     |
| 2008                     | Pékin          | Chine Yang Yilin Cheng Fei Jiang Yuyuan Deng Linlin He Kexin Li Shanshan                                                  | États-Unis Shawn Johnson Nastia Liukin Chellsie Memmel Samantha Peszek Alicia Sacramone Bridget Sloan                         | Roumanie Andreea Acatrinei Gabriela Drăgoi Andreea Grigore Sandra Izbaşa Steliana Nistor Anamaria Tămârjan           |
| 2012                     | Londres        | États-Unis Gabrielle Douglas McKayla Maroney Aly Raisman Kyla Ross Jordyn Wieber                                          | Russie Ksenia Afanasyeva Anastasia Grishina Viktoria Komova Aliya Mustafina Maria Paseka                                      | Roumanie Diana Bulimar Diana Maria Chelaru Larisa Iordache Sandra Izbasa Catalina Ponor                              |
| 2016                     | Rio de Janeiro | États-Unis Simone Biles Gabrielle Douglas Lauren Hernandez Madison Kocian Alexandra Raisman                               | Russie Angelina Melnikova Aliya Mustafina Maria Paseka Daria Spiridonova Seda Tutkhalian                                      | Chine Fan Yilin Mao Yin Tan Jiaxin Shang Chunsong Wang Yan                                                           |
| 2020                     | Tokyo          | Comité olympique de Russie Angelina Melnikova Vladislava Urazova Lilia Akhaimova Viktoria Listunova                       | États-Unis Simone Biles Grace McCallum Jordan Chiles Sunisa Lee                                                               | Grande-Bretagne Amelie Morgan Alice Kinsella Jennifer Gadirova Jessica Gadirova                                      |
| 2024 résultats détaillés | Paris          | États-Unis- Simone Biles - Jade Carey - Jordan Chiles - Sunisa Lee - Hezly Rivera                                         | Italie- Angela Andreoli - Alice D'Amato - Manila Esposito - Elisa Iorio - Giorgia Villa                                       | Brésil- Rebeca Andrade - Jade Barbosa - Lorrane Oliveira - Flávia Saraiva - Júlia Soares                             |

### Poutre
| Édition                  | Lieu           | Or                                             | Argent                                                      | Bronze                                            |
| ------------------------ | -------------- | ---------------------------------------------- | ----------------------------------------------------------- | ------------------------------------------------- |
| 1952                     | Helsinki       | Nina Bocharova Union soviétique                | Maria Gorokhovskaya Union soviétique                        | Margit Korondi Hongrie                            |
| 1956                     | Melbourne      | Ágnes Keleti Hongrie                           | Eva Bosáková Tchécoslovaquie Tamara Manina Union soviétique | Non décernée                                      |
| 1960                     | Rome           | Eva Bosáková Tchécoslovaquie                   | Larissa Latynina Union soviétique                           | Sofia Muratova Union soviétique                   |
| 1964                     | Tokyo          | Věra Čáslavská Tchécoslovaquie                 | Tamara Manina Union soviétique                              | Larissa Latynina Union soviétique                 |
| 1968                     | Mexico         | Natalia Kuchinskaya Union soviétique           | Věra Čáslavská Tchécoslovaquie                              | Larissa Petrik Union soviétique                   |
| 1972                     | Munich         | Olga Korbut Union soviétique                   | Tamara Lazakovich Union soviétique                          | Karin Janz Allemagne de l'Est                     |
| 1976                     | Montreal       | Nadia Comăneci Roumanie                        | Olga Korbut Union soviétique                                | Teodora Ungureanu Roumanie                        |
| 1980                     | Moscou         | Nadia Comăneci Roumanie                        | Yelena Davydova Union soviétique                            | Natalia Chapochnikova Union soviétique            |
| 1984                     | Los Angeles    | Ecaterina Szabo Roumanie Simona Păuca Roumanie | Non décernée                                                | Kathy Johnson États-Unis                          |
| 1988                     | Séoul          | Daniela Silivaş Roumanie                       | Yelena Shushunova Union soviétique                          | Phoebe Mills États-Unis Gabriela Potorac Roumanie |
| 1992                     | Barcelone      | Tatiana Lyssenko Équipe unifiée                | Shannon Miller États-Unis Lu Li Chine                       | Non décernée                                      |
| 1996                     | Atlanta        | Shannon Miller États-Unis                      | Lilia Podkopayeva Ukraine                                   | Gina Gogean Roumanie                              |
| 2000                     | Sydney         | Liu Xuan Chine                                 | Ekaterina Lobaznyuk Russie                                  | Yelena Produnova Russie                           |
| 2004                     | Athènes        | Cătălina Ponor Roumanie                        | Carly Patterson États-Unis                                  | Alexandra Eremia Roumanie                         |
| 2008                     | Pékin          | Shawn Johnson États-Unis                       | Nastia Liukin États-Unis                                    | Cheng Fei Chine                                   |
| 2012                     | Londres        | Deng Linlin Chine                              | Sui Lu Chine                                                | Alexandra Raisman États-Unis                      |
| 2016                     | Rio de Janeiro | Sanne Wevers Pays-Bas                          | Lauren Hernandez États-Unis                                 | Simone Biles États-Unis                           |
| 2020                     | Tokyo          | Guan Chenchen Chine                            | Tang Xijing Chine                                           | Simone Biles États-Unis                           |
| 2024 résultats détaillés | Paris          | Alice D'Amato Italie                           | Zhou Yaqin Chine                                            | Manila Esposito Italie                            |

### Sol
| Édition                  | Lieu           | Or                                                             | Argent                                | Bronze                                                                          |
| ------------------------ | -------------- | -------------------------------------------------------------- | ------------------------------------- | ------------------------------------------------------------------------------- |
| 1952                     | Helsinki       | Ágnes Keleti Hongrie                                           | Maria Gorokhovskaya Union soviétique  | Margit Korondi Hongrie                                                          |
| 1956                     | Melbourne      | Ágnes Keleti Hongrie Larissa Latynina Union soviétique         | Non décernée                          | Elena Leuşteanu Roumanie                                                        |
| 1960                     | Rome           | Larissa Latynina Union soviétique                              | Polina Astakhova Union soviétique     | Tamara Lyukhina Union soviétique                                                |
| 1964                     | Tokyo          | Larissa Latynina Union soviétique                              | Polina Astakhova Union soviétique     | Anikó Ducza-Jánosi Hongrie                                                      |
| 1968                     | Mexico         | Věra Čáslavská Tchécoslovaquie Larissa Petrik Union soviétique | Non décernée                          | Natalia Kuchinskaya Union soviétique                                            |
| 1972                     | Munich         | Olga Korbut Union soviétique                                   | Ludmilla Tourischeva Union soviétique | Tamara Lazakovich Union soviétique                                              |
| 1976                     | Montreal       | Nellie Kim Union soviétique                                    | Ludmilla Tourischeva Union soviétique | Nadia Comăneci Roumanie                                                         |
| 1980                     | Moscou         | Nadia Comăneci Roumanie Nellie Kim Union soviétique            | Non décernée                          | Maxi Gnauck Allemagne de l'Est Natalia Chapochnikova Union soviétique           |
| 1984                     | Los Angeles    | Ecaterina Szabo Roumanie                                       | Julianne McNamara États-Unis          | Mary Lou Retton États-Unis                                                      |
| 1988                     | Séoul          | Daniela Silivaş Roumanie                                       | Svetlana Boginskaya Union soviétique  | Diana Dudeva Bulgarie                                                           |
| 1992                     | Barcelone      | Lavinia Miloşovici Roumanie                                    | Henrietta Ónodi Hongrie               | Cristina Bontas Roumanie Tatiana Gutsu Équipe unifiée Shannon Miller États-Unis |
| 1996                     | Atlanta        | Lilia Podkopayeva Ukraine                                      | Simona Amânar Roumanie                | Dominique Dawes États-Unis                                                      |
| 2000                     | Sydney         | Elena Zamolodchikova Russie                                    | Svetlana Khorkina Russie              | Simona Amânar Roumanie                                                          |
| 2004                     | Athènes        | Cătălina Ponor Roumanie                                        | Nicoleta Daniela Șofronie Roumanie    | Patricia Moreno Espagne                                                         |
| 2008                     | Pékin          | Sandra Izbasa Roumanie                                         | Shawn Johnson États-Unis              | Nastia Liukin États-Unis                                                        |
| 2012                     | Londres        | Alexandra Raisman États-Unis                                   | Cătălina Ponor Roumanie               | Aliya Mustafina Russie                                                          |
| 2016                     | Rio de Janeiro | Simone Biles États-Unis                                        | Alexandra Raisman États-Unis          | Amy Tinkler Grande-Bretagne                                                     |
| 2020                     | Tokyo          | Jade Carey États-Unis                                          | Vanessa Ferrari Italie                | Mai Murakami Japon Angelina Melnikova Comité olympique de Russie                |
| 2024 résultats détaillés | Paris          | Rebeca Andrade Brésil                                          | Simone Biles États-Unis               | Ana Barbosu, Roumanie                                                           |

### Barres asymétriques
| Édition                  | Lieu           | Or                                            | Argent                                                        | Bronze                                                                                |
| ------------------------ | -------------- | --------------------------------------------- | ------------------------------------------------------------- | ------------------------------------------------------------------------------------- |
| 1952                     | Helsinki       | Margit Korondi Hongrie                        | Maria Gorokhovskaya Union soviétique                          | Ágnes Keleti Hongrie                                                                  |
| 1956                     | Melbourne      | Ágnes Keleti Hongrie                          | Larissa Latynina Union soviétique                             | Sofia Muratova Union soviétique                                                       |
| 1960                     | Rome           | Polina Astakhova Union soviétique             | Larissa Latynina Union soviétique                             | Tamara Lyukhina Union soviétique                                                      |
| 1964                     | Tokyo          | Polina Astakhova Union soviétique             | Katalin Makray Hongrie                                        | Larissa Latynina Union soviétique                                                     |
| 1968                     | Mexico         | Věra Čáslavská Tchécoslovaquie                | Karin Janz Allemagne de l'Est                                 | Zinaida Voronina Union soviétique                                                     |
| 1972                     | Munich         | Karin Janz Allemagne de l'Est                 | Olga Korbut Union soviétique Erika Zuchold Allemagne de l'Est | Non décernée                                                                          |
| 1976                     | Montreal       | Nadia Comăneci Roumanie                       | Teodora Ungureanu Roumanie                                    | Marta Egervari Hongrie                                                                |
| 1980                     | Moscou         | Maxi Gnauck Allemagne de l'Est                | Emilia Eberle Roumanie                                        | Maria Filatova Union soviétique Steffi Kraker Allemagne de l'Est Melita Ruhn Roumanie |
| 1984                     | Los Angeles    | Ma Yanhong Chine Julianne McNamara États-Unis | Non décernée                                                  | Mary Lou Retton États-Unis                                                            |
| 1988                     | Séoul          | Daniela Silivaş Roumanie                      | Dagmar Kersten Allemagne de l'Est                             | Yelena Shushunova Union soviétique                                                    |
| 1992                     | Barcelone      | Lu Li Chine                                   | Tatiana Gutsu Équipe unifiée                                  | Shannon Miller États-Unis                                                             |
| 1996                     | Atlanta        | Svetlana Khorkina Russie                      | Bi Wenjing Chine Amy Chow États-Unis                          | Non décernée                                                                          |
| 2000                     | Sydney         | Svetlana Khorkina Russie                      | Ling Jie Chine                                                | Yang Yun Chine                                                                        |
| 2004                     | Athènes        | Émilie Le Pennec France                       | Terin Humphrey États-Unis                                     | Courtney Kupets États-Unis                                                            |
| 2008                     | Pékin          | He Kexin Chine                                | Nastia Liukin États-Unis                                      | Yang Yilin Chine                                                                      |
| 2012                     | Londres        | Aliya Mustafina Russie                        | He Kexin Chine                                                | Elizabeth Tweddle Grande-Bretagne                                                     |
| 2016                     | Rio de Janeiro | Aliya Mustafina Russie                        | Madison Kocian États-Unis                                     | Sophie Scheder Allemagne                                                              |
| 2020                     | Tokyo          | Nina Derwael Belgique                         | Anastasiia Iliankova Comité olympique de Russie               | Sunisa Lee États-Unis                                                                 |
| 2024 résultats détaillés | Paris          | Kaylia Nemour Algérie                         | Qiu Qiyuan Chine                                              | Sunisa Lee États-Unis                                                                 |

### Saut de cheval
| Édition                  | Lieu           | Or                                                  | Argent                                                                       | Bronze                                   |
| ------------------------ | -------------- | --------------------------------------------------- | ---------------------------------------------------------------------------- | ---------------------------------------- |
| 1952                     | Helsinki       | Ekaterina Kalinchuk Union soviétique                | Maria Gorokhovskaya Union soviétique                                         | Galina Minaicheva Union soviétique       |
| 1956                     | Melbourne      | Larissa Latynina Union soviétique                   | Tamara Manina Union soviétique                                               | Olga Tass Hongrie Ann-Sofi Colling Suède |
| 1960                     | Rome           | Margarita Nikolaeva Union soviétique                | Sofia Muratova Union soviétique                                              | Larissa Latynina Union soviétique        |
| 1964                     | Tokyo          | Věra Čáslavská Tchécoslovaquie                      | Larissa Latynina Union soviétique Birgit Radochla Équipe unifiée d’Allemagne | Non décernée                             |
| 1968                     | Mexico         | Věra Čáslavská Tchécoslovaquie                      | Erika Zuchold Allemagne de l'Est                                             | Zinaida Voronina Union soviétique        |
| 1972                     | Munich         | Karin Janz Allemagne de l'Est                       | Erika Zuchold Allemagne de l'Est                                             | Ludmilla Tourischeva Union soviétique    |
| 1976                     | Montreal       | Nellie Kim Union soviétique                         | Ludmilla Tourischeva Union soviétique Carola Dombeck Allemagne de l'Est      | Non décernée                             |
| 1980                     | Moscou         | Natalia Chapochnikova Union soviétique              | Steffi Kraker Allemagne de l'Est                                             | Melita Ruhn Roumanie                     |
| 1984                     | Los Angeles    | Ecaterina Szabo Roumanie                            | Mary Lou Retton États-Unis                                                   | Lavinia Agache Roumanie                  |
| 1988                     | Seoul          | Svetlana Boginskaya Union soviétique                | Gabriela Potorac Roumanie                                                    | Daniela Silivaş Roumanie                 |
| 1992                     | Barcelone      | Lavinia Miloşovici Roumanie Henrietta Ónodi Hongrie | Non décernée                                                                 | Tatiana Lyssenko Équipe unifiée          |
| 1996                     | Atlanta        | Simona Amânar Roumanie                              | Mo Huilan Chine                                                              | Gina Gogean Roumanie                     |
| 2000                     | Sydney         | Elena Zamolodchikova Russie                         | Andreea Răducan Roumanie                                                     | Ekaterina Lobazniouk Russie              |
| 2004                     | Athènes        | Monica Roşu Roumanie                                | Annia Hatch États-Unis                                                       | Anna Pavlova Russie                      |
| 2008                     | Pékin          | Hong Un Jong Corée du Nord                          | Oksana Chusovitina Allemagne                                                 | Cheng Fei Chine                          |
| 2012                     | Londres        | Sandra Raluca Izbasa Roumanie                       | McKayla Maroney États-Unis                                                   | Maria Paseka Russie                      |
| 2016                     | Rio de Janeiro | Simone Biles États-Unis                             | Maria Paseka Russie                                                          | Giulia Steingruber Suisse                |
| 2020                     | Tokyo          | Rebeca Andrade Brésil                               | MyKayla Skinner États-Unis                                                   | Yeo Seo-jeong Corée du Sud               |
| 2024 résultats détaillés | Tokyo          | Simone Biles États-Unis                             | Rebeca Andrade Brésil                                                        | Jade Carey États-Unis                    |

## Anciennes disciplines

### Exercices d'ensemble avec agrès portatifs par équipes
| Édition | Lieu      | Or      | Argent           | Bronze                   |
| ------- | --------- | ------- | ---------------- | ------------------------ |
| 1952    | Helsinki  | Suède   | Union soviétique | Hongrie                  |
| 1956    | Melbourne | Hongrie | Suède            | Union soviétique Pologne |